# Einfach Rosa – Die Hochzeitsplanerin
Die Hochzeitsplanerin ist eine deutsche Filmkomödie von Holger Haase aus dem Jahr 2015. Es handelt sich um den Pilotfilm der Reihe Einfach Rosa. Die deutsche Erstausstrahlung erfolgte am 30. Oktober 2015.

## Handlung
Rosa Winter hat ihren Freund Sam schon dreimal unmittelbar vor dem Traualtar versetzt. Als sie ein kleines Geschäft für Brautmoden erbt, beschließt sie, sich ab sofort ausgerechnet als selbständige Hochzeitsplanerin zu versuchen. Beim Kauf eines geeigneten Firmenwagens, eines rosafarbenen SUV, lernt sie Meral Tosun kennen, die bei der Mitarbeit in der Autowerkstatt ihrer sehr traditionell eingestellten Familie unterfordert ist. Rosa engagiert Meral vom Fleck weg als Assistentin. Jetzt entwickelt sich eine Geschichte mit mehreren Handlungssträngen. Da sind zunächst Rosas erste Kunden, Michelle und Frank. Die Planung zu deren Hochzeit gestaltet sich schwierig, vor allem wegen der kleinen Lilli, Franks Tochter aus erster Ehe. Die ist nicht gerade begeistert davon, dass Frank erneut heiraten will. Es kostet viel Überzeugungsarbeit, bis Lilli ihre Haltung ändert und sich sogar auf die Hochzeitsfeier auf einem Brandenburger Pferdehof freut. Daneben haben die beiden jungen Frauen auch noch zusätzliche Belastungen aus dem privaten Bereich. Rosa sorgt sich um ihre Mutter, denn sie glaubt, Anzeichen für eine beginnende Demenz bei ihr zu erkennen. Außerdem nagt auch das Scheitern ihrer Beziehung mit Sam weiter an Rosa. Meral ist hin- und hergerissen zwischen ihrer Freude, endlich auf eigenen Füßen zu stehen, und ihrem schlechten Gewissen dem Vater gegenüber. Die romantische Komöde hat aber auch für diese Probleme eine glückliche Lösung parat.

## Drehorte (Auswahl)
- Rosas drei geplatzten Hochzeiten wurden gedreht bei der Heilandskirche am Port von Sacrow, bei der St.-Matthäus-Kirche (Berlin-Tiergarten) und, ohne Kirche, an der Ecke Friedbergstraße – Suarezstraße
- Rosas Atelier war in der Stephanstraße 54a.
- Die Autowerkstatt Tosun wurde in der Hochstraße 43 gedreht. Dort ist immer noch eine Werkstatt.
- Michelle und Frank heiraten auf dem Auenhof, Rehagener Dorfaue 14
- Rosas Mutter wohnt auf einem Hausboot am Rummelsburger See, Gustav-Holzmann-Straße 10
- Rosas und Merals Frühstück über den Dächern von Berlin war auf dem Dach des früheren Möbel Olfe in der Reichenberger Straße 177
- Michelle überzeugt Frank endgültig von ihrer Liebe im Stadtbad Neukölln

## Hintergrund
Die Hochzeitsplanerin wurde vom 19. August bis zum 17. September 2014 in der Landeshauptstadt Berlin gedreht. Produziert wurde der Film von der Wiedemann & Berg Filmproduktion.

## Rezeption

### Einschaltquote
Die Erstausstrahlung am 30. Oktober 2015 in der ARD wurde von 2,97 Millionen Zuschauern gesehen, was einem Marktanteil von 9,5 % entspricht.

### Kritiken
Die Kritiker der Fernsehzeitschrift TV Spielfilm bewerteten Die Hochzeitsplanerin mit ihrer bestmöglichen Wertung, dem Daumen nach oben und fassten den Film mit den Worten „Von Beruf Braut: Alexandra Neldel als Hochzeitsplanerin, die selbst nicht besonders viel Glück in der Liebe hat.“ zusammen.
Rainer Tittelbach von Tittelbach.tv meinte dazu „Drei Mal hat sie ein und denselben Bräutigam vor dem Traualtar stehen lassen. Nicht die beste Visitenkarte für eine Hochzeitsplanerin – oder vielleicht doch?!“ und „Was Thema und Sujet angeht, vollzieht die Reihe „Einfach Rosa“ eine Rolle rückwärts: Die Romantik ist zurück, leicht gebrochen zwar, bisweilen spielerisch, mit vielen Wendungen, einem sympathischen Duo, dafür ohne jede Tiefe.“